# A Minha Versão do Amor
Barney's Version (br/pt: A Minha Versão do Amor) é um filme ítalo-canadense de 2010, uma comédia dramática dirigida por Richard J. Lewis. Foi indicada para o Leão de Ouro no 67º Festival Internacional de Veneza, e para o Oscar 2011 de melhor maquiagem.
As filmagens tiveram lugar em Montreal, Roma e Nova Iorque. Os efeitos especiais foram produzidos pela Modus FX em Montreal.

## Elenco
- Paul Giamatti .... Barney Panofsky
- Dustin Hoffman .... Panofsky, o pai de Barney
- Rosamund Pike .... Miriam Grant, a 3ª mulher de Barney
- Minnie Driver .... a 2ª mulher
- Rachelle Lefevre .... Charnofsky Clara, a 1ª mulher
- Anna Hopkins .... Kate Panofsky, a filha de Barney
- Jake Hoffman .... Michael Panofsky, o filho de Barney
- Bruce Greenwood .... Blair
- Mark Addy .... detective
- Paula Hixson
- Thomas Trabacchi .... Leo
- Clé Bennett .... Cedrico
- Saul Rubinek .... sr. Charnofsky
- Harvey Atkin
- Macha Grenon .... Solange